# آندره فیلی
آندره فیلی (انگلیسی: Andre Fili؛ زادهٔ ۲۵ ژوئن ۱۹۹۰) ورزشکار هنرهای رزمی ترکیبی اهل ایالات متحده آمریکا است. وی از سال ۲۰۰۹ میلادی تاکنون مشغول فعالیت بوده‌است.